# Ty Jerome

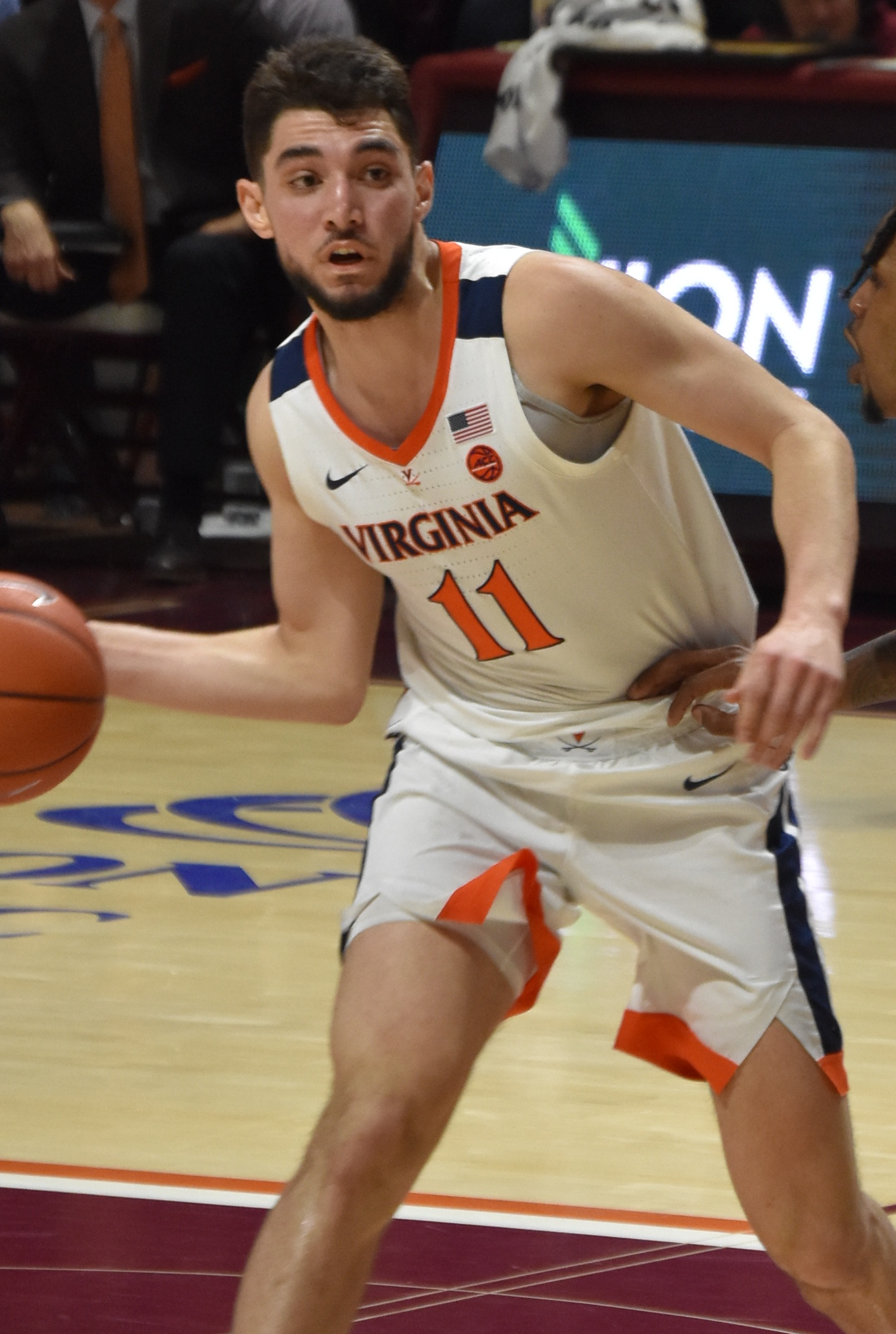
Ty Jerome, 2019.

Ty Jeremy Jerome, född 8 juli 1997 i New York i New York, är en amerikansk professionell basketspelare (PG) som spelar för Memphis Grizzlies i National Basketball Association (NBA). Han har tidigare spelat för Phoenix Suns, Oklahoma City Thunder, Golden State Warriors och Cleveland Cavaliers.
Jerome draftades av Philadelphia 76ers i första rundan i 2019 års draft som 24:e spelare totalt.
Innan han blev proffs studerade Jerome vid University of Virginia och spelade för deras idrottsförening Virginia Cavaliers.